# Hōgetsu Shimamura
Hōgetsu Shimamura (島村抱月, Shimamura Hōgetsu), de son vrai nom Takitarō Sasayama (佐々山滝太郎, Sasayama Takitarō), né le 28 février 1871 à Kuza (province d'Iwami) et mort le 5 novembre 1918, à Tokyo, est un critique littéraire et écrivain japonais. À partir du milieu des années 1900, il contribue au développement du mouvement naturaliste japonais. Cofondateur, en 1913, à Tokyo, du théâtre des Arts, il est un promoteur du shingeki, un mouvement réformateur du théâtre japonais.

## Biographie
Hōgetsu Shimamura, de son vrai nom Takitarō Sasayama, naît le 28 février 1871, dans le village de Kuza (province d'Iwami), au Japon. Orphelin très jeune, il est adopté par une famille dont il prend le nom : Shimamura,, à l'âge de dix-huit ans. L'année 1894, après avoir suivi, pendant quatre années, les cours de littérature de l'écrivain Tsubouchi Shōyō, il obtient un diplôme de l'École spécialisée de Tokyo, une école privée, embryon de l'université Waseda,. De 1899 à 1901, il travaille au quotidien Yomiuri shinbun, puis occupe un poste d'enseignant de littérature chinoise, d'histoire de l'art et de rhétorique, à l'université Waseda. À partir de 1902, il effectue un voyage d'études en Europe ; jusqu'en 1905, il visite l'Angleterre (Oxford) et l'Allemagne (Berlin). De retour au Japon, il découvre les œuvres du romancier et poète Tōson Shimazaki et de son contemporain Katai Tayama, précurseurs du mouvement naturaliste japonais. La même année, il devient professeur au sein de la faculté des Lettres de l'université Waseda,.
En 1906, Hōgetsu Shimamura rejoint le mouvement naturaliste, en publiant dans la revue littéraire Waseda bungaku ses réflexions théoriques sur le nouveau genre littéraire. Avec Tsubouchi Shōyō, il fonde l'Association littéraire et artistique, fer de lance du shingeki, mouvement réformateur du théâtre japonais,.
En 1913, il quitte l'université et sa famille et crée, à Tokyo, avec sa compagne, l'actrice Sumako Matsui, le théâtre des Arts,. La compagnie théâtrale promeut le shingeki, en montant des pièces adaptées des œuvres de l'écrivain belge de langue française Maurice Maeterlinck, du romancier russe Léon Tolstoï, du dramaturge norvégien Henrik Ibsen et de Gerhart Hauptmann, une figure de proue du naturalisme allemand,,.
Le 5 novembre 1918, alors que ses créations théâtrales remportent un succès populaire grandissant, Hōgetsu Shimamura meurt, victime d'une grippe,. Sumako Matsui se suicide deux mois plus tard, le soir de la première de Carmen, une nouvelle de Prosper Mérimée traduite et mise en scène par son compagnon,.

## Œuvres
Hōgetsu Shimamura est l'auteur d'essais sur la littérature naturaliste qui émerge dans son pays au début du XXe siècle. En tant que dramaturge, il a traduit et adapté des œuvres d'auteurs occcidentaux tels que Tolstoï et Ibsen,,. En 1913, par exemple, il est le premier à faire jouer, au Japon, la pièce de théâtre Une maison de poupée. L'œuvre dramatique d'Ibsen est exemplaire de la critique que porte Shimamura à l'encontre du système patriarcal qui régit la société japonaise et impose la subordination des femmes aux hommes dans toutes les familles,.